# Photinia glabra
Espèce
Photinia glabra est une espèce de plante à fleurs de la famille des Rosacées. Elle est originaire de Chine.

## Description
Photinia glabra est un arbre à feuilles persistantes, pouvant atteindre de 3 à 5m de haut, et plus rarement jusqu'à 7 m de haut. Il possède des rameaux bruns à brun grisâtre lorsqu'ils sont jeunes, noir grisâtre lorsqu'ils sont vieux, glabres avec des lenticelles brunes éparses noires orbiculaires ; et des pousses étroitement ovales de 3-5 mm, avec des écailles brun foncé et glabres. Le pétiole mesure 1-1,5 cm ; et possède une lamelle rougeâtre, elliptique et oblongue. Les inflorescences sont des corymbes avec de nombreuses fleurs, au rachis et aux pédicelles glabres. Ses fruits sont rouges, ovoïdes et d'environ 5 mm.

## Distribution et habitat
À l'état sauvage, cette espèce pousse sur les terrains accidentés, à une altitude généralement comprise entre 500 et 800m, en Chine, Birmanie, Thaïlande et au Japon.

## Taxonomie
Photinia glabra a été décrite par (Carl Peter Thunberg) Maxim. et publiée dans le Bulletin de l'Academie Imperiale des Sciences de St-Petersbourg 19(2): 178 en 1873.